# Шумилиха (река, впадает в Байкал)
Шуми́лиха — река в России, в Северо-Байкальском районе Бурятии, на территории Баргузинского заповедника. Впадает в озеро Байкал.

## География
Длина реки — 12 км. Берёт начало в западных отрогах Баргузинского хребта. Бежит в горно-таёжной местности в северо-западном направлении вдоль южной границы Северо-Балькальского района с Баргузинским районом Бурятии (от 0,5 до 1,5 км от линии границы). Впадает в бухту Сосновку озера Байкал на юге Баргузинского заповедника. От устья к истокам реки проходит экологическая тропа «Шумилиха» длиной 12 км.

## Данные водного реестра
По данным государственного водного реестра России и геоинформационной системы водохозяйственного районирования территории РФ, подготовленной Федеральным агентством водных ресурсов:
- Бассейновый округ — Ангаро-Байкальский
- Речной бассейн — бассейны малых и средних притоков средней и северной части озера Байкал
- Водохозяйственный участок — бассейны рек средней и северной части озера Байкал от восточной границы бассейна реки Ангары до северо-западной границы бассейна реки Баргузин